# Geografia del Connecticut

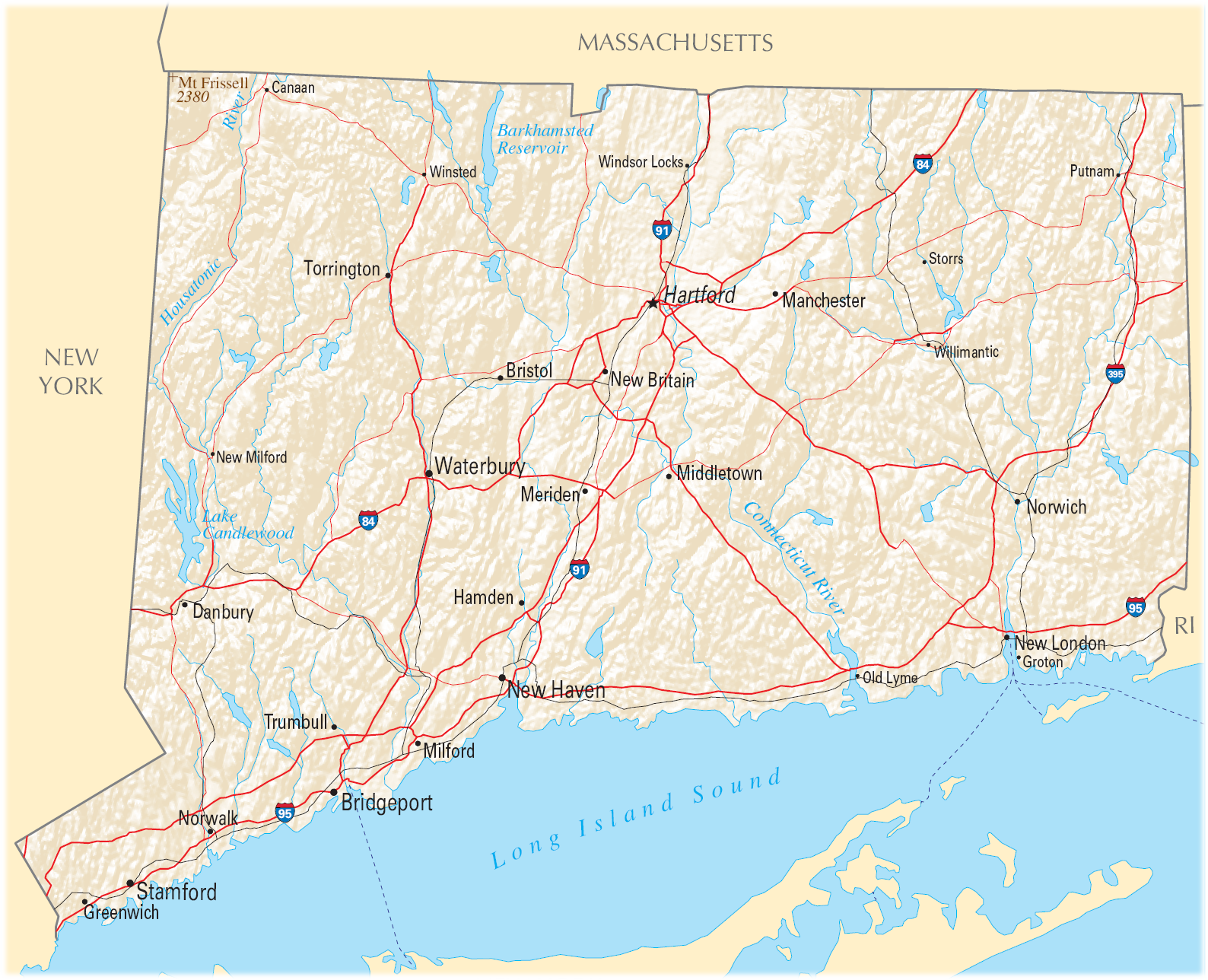
Mappa del Connecticut.

Il Connecticut (14.357 km²; 3.596.677 ab.) è uno degli stati che compongono gli Stati Uniti d'America. È uno dei 13 stati originari e uno dei sei stati del New England. Il Connecticut è situato nell'angolo nord-orientale del Paese. Tra i 50 stati USA si classifica al 48º posto per superficie totale, ma è uno degli stati più densamente popolati. Situato al centro del grande complesso urbano-industriale lungo la costa atlantica, confina con il Massachusetts a nord, il Rhode Island a est, il Long Island Sound (un ramo dell'Oceano Atlantico) a sud e lo stato di New York a ovest. Hartford, nella parte centro-settentrionale dello stato, ne è la capitale. Lo stato ha forma approssimativamente rettangolare, con una sorta di prolungamento costituito dalla contea di Fairfield che si allunga verso sud-ovest lungo il confine con lo stato di New York. La maggiore lunghezza est-ovest dello stato è di circa 180 km, mentre la larghezza massima nord-sud è di circa 110 km. Il Connecticut deve il suo nome a una parola algonchina che significa «terra del lungo fiume». Nutmeg State (Stato della Noce Moscata), Constitution State (Stato della Costituzione) e Land of Steady Habits (Terra delle Abitudini Costanti) sono tutti nomignoli che sono stati attribuiti al Connecticut.
Con le sue numerose spiagge e porti, le sue colline ricoperte di foreste, e i suoi villaggi pittoreschi circondati da abitazioni risalenti al XVII e XVIII secolo, il Connecticut rappresenta una speciale mescolanza tra moderna vita urbana, paesaggio rurale, e siti storici. Si tratta di uno stato industriale e orientato ai servizi, con un reddito pro capite tra i più alti del Paese. Il Connecticut si posiziona tra i primi stati USA per stipendio medio annuo individuale, reddito medio familiare, stipendio per gli insegnanti, sede di importanti aziende pro capite, e accesso alle cure sanitarie primarie. La forza della sua economia risiede in una forza lavoro qualificata, in gran parte impegnata nella fabbricazione di prodotti da sempre fabbricati in Connecticut fin da quando tali prodotti sono stati inventati.
La popolazione è prevalentemente urbana. Lo stato non ha un'unica grande città, tuttavia, e nel Connecticut non è presente il tipico affollamento intenso di molte aree urbane. Esso continua la sua lunga tradizione di prosperità, con immigrati attratti da buone opportunità lavorative, eccellenti strutture per l'istruzione, e condizioni di vita piacevoli per la maggioranza della popolazione. Tuttavia, il Connecticut mostra anche forti contrasti tra aree di grande ricchezza e grande privazione. Nei centri urbani di Hartford, New Haven e Bridgeport sono presenti forti sacche di povertà. In questo senso vi sono «due» Connecticut.

## Morfologia e idrografia

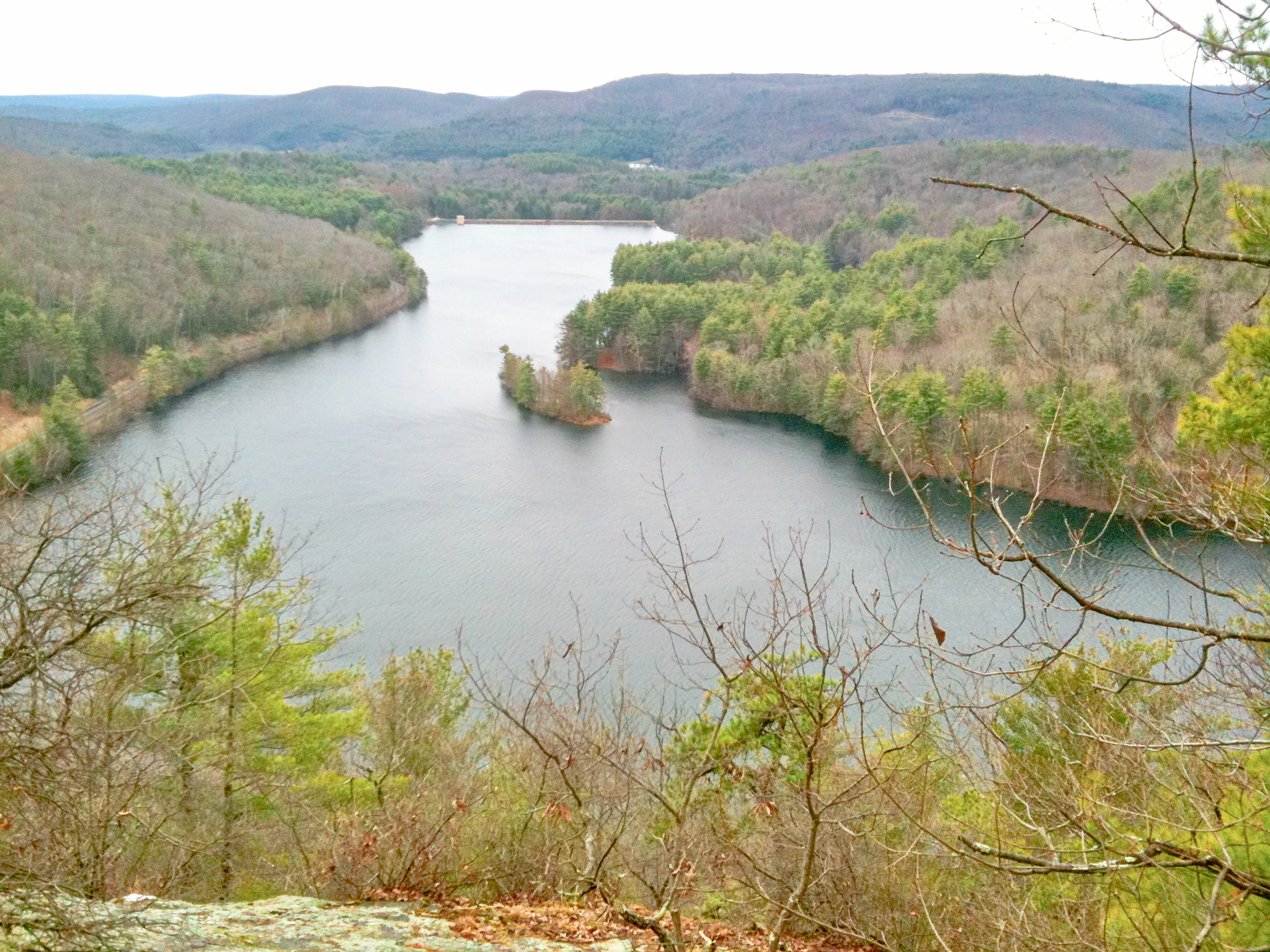
Il lago Mcdonough.

Il Connecticut occupa la parte meridionale della sezione del New England del sistema dei monti Appalachi. Può essere suddiviso in tre regioni principali: il Western Upland, il Central Lowland (valle del fiume Connecticut) e l'Eastern Upland.

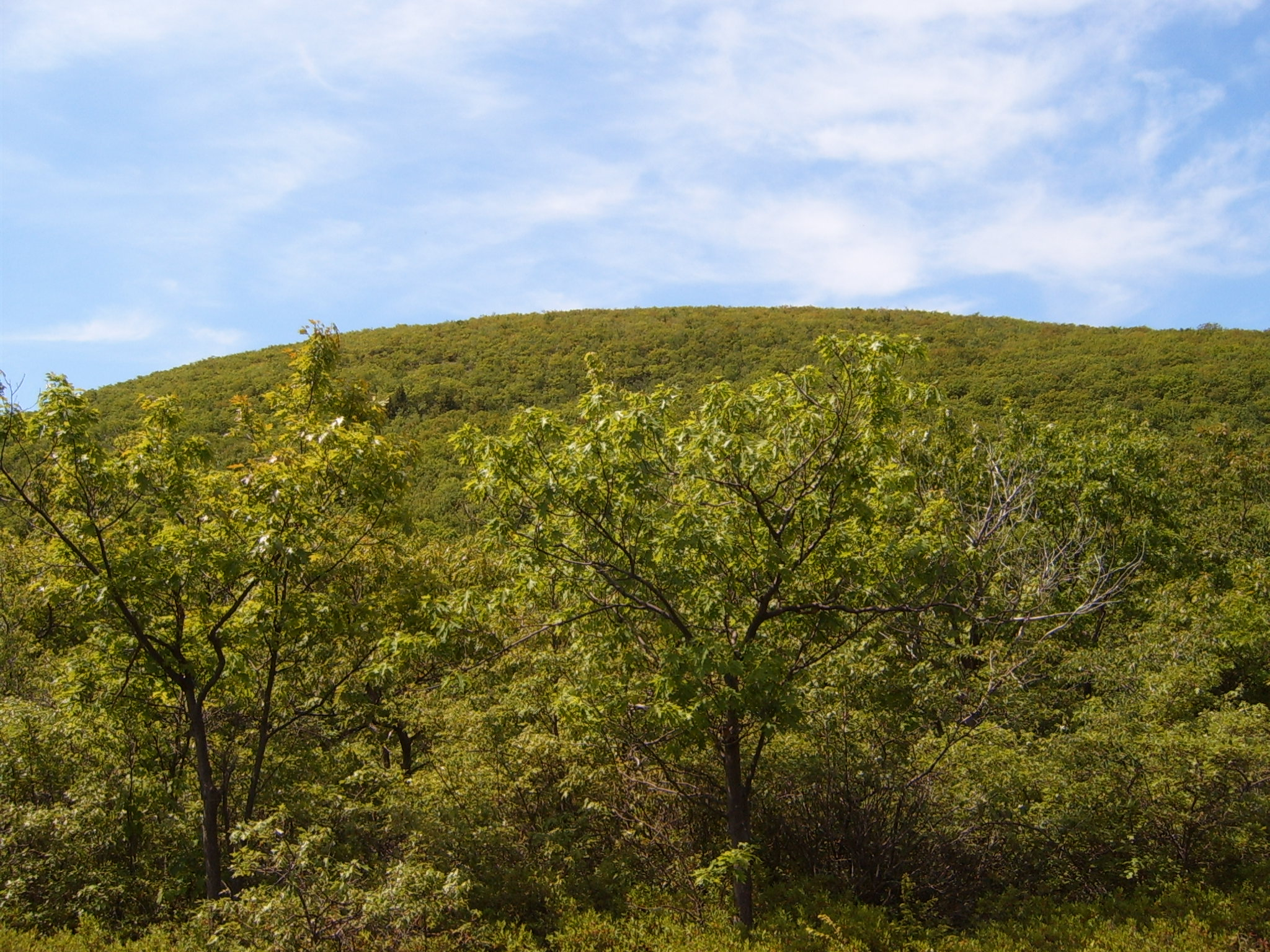
Il monte Bear, sul versante meridionale del monte Frissell.

La parte settentrionale del Western Upland - una propaggine meridionale delle Berkshire Hills - comprende il punto più elevato dello stato, 725 metri, sul versante meridionale del monte Frissell nell'angolo nord-occidentale. È attraversato da un fiume principale, l'Housatonic, e dai suoi numerosi affluenti. Lo stato è costellato di laghi, il più grande dei quali, il Candlewood, giace a nord di Danbury nella parte occidentale dello stato e ricopre una superficie di 22 km². Esso è stato creato nel 1929 imbrigliando il fiume Rocky.
Il Central Lowland ha caratteristiche differenti dalle altre due regioni, essendo costituito da una faglia tettonica di circa 30 km di ampiezza presso il confine con il Massachusetts che si restringe progressivamente avvicinandosi al mare, che incontra a New Haven. Essa è stata riempita da arenarie e argilliti. Periodiche attività vulcaniche avvenute circa 150-200 milioni di anni fa hanno spinto immense quantità di roccia fusa in superficie e prodotto i depositi ignei della valle centrale. Questi strati di arenarie e trappi sono stati intagliati da faglie, frammentati e inclinati, tanto che al giorno d'oggi sono presenti molte piccole creste, alcune delle quali svettanti fino a 300 metri al di sopra delle loro valli. Il fiume Connecticut, il più lungo dello stato, scorre verso sud attraverso la pianura e sfocia nel Long Island Sound. Il Connecticut e altri fiumi della regione hanno eroso le tenere arenarie in ampie valli.
L'Eastern Upland ricorda il Western, in quanto anch'esso è una regione collinare attraversata da numerosi fiumi. I loro corsi si riuniscono assieme a formare il fiume Thames, che raggiunge il Long Island Sound a New London. L'altitudine in quest'area si spinge raramente oltre i 400 metri. Sia le alture che le cime delle colline tendono a essere pianeggianti e sono state del tutto disboscate per essere sfruttate a scopo agricolo.

## Clima
Nel Connecticut il clima è mite, le temperature medie di gennaio si aggirano attorno ai -3 °C, e la maggior parte dello stato riceve circa 890–1145 mm di neve ogni anno. Nel nord-ovest, tuttavia, possono cadere oltre 1900 mm di neve. La neve può rimanere al suolo fino a marzo, ma a causa dei venti miti e delle piogge generalmente essa si scioglie agli inizi dell'anno. Le temperature estive si aggirano sui 21-24 °C, con occasionali ondate di calore che possono far innalzare le temperature diurne al di sopra dei 32 °C. Le precipitazioni, che si aggirano sui 75–100 mm mensili, sono uniformemente distribuite. Le regioni costiere hanno inverni un po' più caldi ed estati più fresche rispetto all'interno, e le alture nord-occidentali sono alte abbastanza da avere inverni più freddi e più lunghi con forti nevicate. Occasionalmente gli uragani hanno provocato inondazioni e altri danni, in particolare lungo la costa. Tornado e violenti temporali si registrano talvolta nella valle del fiume Connecticut.
Mark Twain, che risiedette per molti anni ad Hartford, avrebbe potuto benissimo riferirsi al Connecticut quando coniò l'ormai celebre detto «Se non ti piace il tempo, aspetta un minuto». La variabilità atmosferica è forse la caratteristica climatica più marcata dello stato. Ondate di gelo e ondate di calore, tempeste e bel tempo possono alternarsi tra loro nell'arco di una settimana o addirittura di una giornata.

## Flora e fauna
Prima che vi si insediassero gli europei, il Connecticut era ricoperto di foreste. Le poche radure create dall'uomo, le pianure alluvionali paludose e gli acquitrini costieri ricoprivano appena il 5% della superficie totale. I due terzi meridionali erano ricoperti in gran parte da foreste di querce, mentre la zona settentrionale apparteneva al dominio delle essenze dure del Nord, con betulle, faggi, aceri e tsughe. Alcune zone più elevate e sezioni dal terreno sabbioso supportavano foreste di conifere. In pratica, tuttavia, l'intera copertura primigenia è stata distrutta e, nonostante alcune delle specie originarie esistano ancora, i boschi che attualmente ricoprono quasi due terzi dello stato hanno assunto sempre più le caratteristiche di una foresta mista.
Quando giunsero i primi coloni europei la fauna comprendeva cervi, orsi, lupi, volpi e numerosi animali più piccoli, quali procioni, ratti muschiati, porcospini, donnole e castori. I cervi sono ancora numerosi nelle aree meno densamente popolate, ma in generale la popolazione degli animali di grossa taglia si è gravemente ridotta. Nello stato sono state avvistate più di 300 specie di uccelli, ma gli avvistamenti della parula del Connecticut sono rari. Il tacchino selvatico, scomparso dallo stato dagli inizi del XIX secolo, è divenuto nuovamente numeroso dopo essere stato reintrodotto negli anni '70. Limicoli, anatidi e uccelli marini abbondano lungo la costa. La malattia di Lyme, un'infezione batterica potenzialmente debilitante diffusa dalle zecche, venne identificata per la prima volta nella cittadina sud-orientale di Lyme.